# Sierra City (Kalifornija)
Sierra City je naseljeno područje za statističke svrhe u američkoj saveznoj državi Kalifornija. Prema popisu stanovništva iz 2010. u njemu je živjelo 221 stanovnika.